# Elle Fanning
Mary Elle Fanning, född 9 april 1998 i Conyers, Georgia, är en amerikansk skådespelare. Hon är yngre syster till Dakota Fanning.
Fanning har irländska, tyska, engelska och franska rötter.

## Filmografi (urval)
- 2001 – I Am Sam
- 2002 – Taken
- 2003 – Dagispapporna
- 2004 – The Door in the Floor
- 2004 – Min granne Totoro (röst)
- 2005 – Because of Winn-Dixie
- 2005 – I Want Someone To Eat Cheese With
- 2006 – House, avsnitt Need to Know (gästroll i TV-serie)
- 2006 – P.N.O.K. (Primary Next of Kin)
- 2006 – Babel
- 2006 – Deja Vu
- 2006 – Day 73 With Sarah
- 2006 – The Nines
- 2006 – The Lost Room (TV-serie)
- 2007 – Reservation Road
- 2007 – Dirty Sexy Money, avsnitt Pilot (gästroll i TV-serie)
- 2008 – Gideon's Gift
- 2008 – Vivaldi
- 2008 – Benjamin Buttons otroliga liv
- 2008 – Nutcracker - The Untold Story
- 2009 – Hurricane Mary
- 2009 – Phoebe In Wonderland
- 2010 – Somewhere
- 2011 – Super 8
- 2011 – En ny start
- 2012 – Ginger & Rosa
- 2014 – Maleficent
- 2015 – About Ray
- 2016 – The Neon Demon
- 2016 – Alla tiders kvinnor
- 2016 – Ballerina
- 2016 – Live by Night
- 2017 – The Vanishing of Sidney Hall
- 2017 – De bedragna
- 2017 – Mary Shelley
- 2018 – Galveston
- 2019 – A Rainy Day in New York
- 2019 – Maleficent 2: Ondskans härskarinna
- 2020 – The Great (TV-serie)
- 2023 – The Nightingale
- 2024 – A Complete Unknown
- 2025 – Sentimental Value
- 2025 – Predator: Badlands
- 2026 – The Hunger Games: Sunrise on the Reaping